# Himmelsbrücke (Sohland an der Spree)
Die Himmelsbrücke ist eine gemauerte Bogenbrücke über den Sohlander Dorfbach in Sohland an der Spree im Landkreis Bautzen. Sie gilt als Wahrzeichen der Gemeinde Sohland. Bis 1947 führte sie über die Spree.

## Beschreibung
Die wegen ihrer steil aufsteigenden Form als Himmelsbrücke bezeichnete, aus Granitsteinen gemauerte, einbogige Brücke führt am westlichen Fuße des Frühlingsberges über den Sohlander Dorfbach. Ein Schlussstein trägt die aus Platzgründen falsch getrennte Inschrift „SoliDe o Gloria“, der andere die Jahreszahl 1796.
Die früher auch von Fuhrwerken befahrene schmale Brücke ist heute nur noch für Fußgänger zugelassen. Sie ist als Kulturdenkmal geschützt. An der Himmelsbrücke führen der Oberlausitzer Bergweg und der Spreeradweg vorbei.
Der Mundartdichter Hermann Klippel widmete der Brücke das Gedicht De Himmelsbrücke.

## Geschichte
Die Brücke wurde 1796 bei der Weißen Mühle am Kirchsteig von Wendischsohland nach Mittelsohland als Übergang über die Spree errichtet und ersetzte eine seit 1709 nachweisliche Holzbrücke.
1876 wurde die Brücke zum Motiv für das Siegel und das Gemeindewappen der neu gebildeten Gemeinde Sohland ausgewählt. Seit der Spreeregulierung von 1947 führt die Himmelsbrücke über den Sohlander Dorfbach.
Einer verbreiteten Sage nach, ist die Himmelsbrücke aus „Rache“ entstanden. Früher, als die Steuern noch per Pferd eingesammelt wurden, hat man die Menschen ausgebeutet. Sie hatten oft nichts und das bisschen, was sie hatten, wurde ihnen weggenommen. Also beschlossen die Dorfbewohner eine Brücke zu bauen, über die weder Kutsche, noch Pferd oder der Schuldeneintreiber (er war etwas pummeliger) rüber konnten, da diese so steil und eng gebaut werden sollte.